# La fisica di Berkeley
La fisica di Berkeley è il titolo italiano dello statunitense Berkeley Physics Course, una serie di manuali per l'insegnamento universitario della fisica generale, scritti principalmente da docenti dell'Università della California - Berkeley. I primi due volumi furono pubblicati nel 1965, dalla Mcgraw-Hill College.

## Scopi
Il piano dell'opera intendeva coprire gli aspetti dell'insegnamento universitario della fisica in un corso biennale destinato a studenti di fisica e ingegneria. La scrittura di un nuovo corso di fisica elementare aveva come obiettivo di introdurre gli studenti anche ad aspetti più innovativi della fisica fondamentale, da un'introduzione alla relatività ristretta, alla fisica quantistica, alla fisica statistica.
Il progetto nacque nell'epoca della corsa allo spazio, nel clima di urgenza generato dalle ripercussioni psicologiche causate dal lancio dello Sputnik sull'opinione pubblica statunitense. Nel frangente di quegli anni, il corso uscì insieme ad altri testi che si proponevano di innovare l'insegnamento della fisica, come The Feynman Lectures on Physics, un manuale universitario che richiedeva un livello simile di matematica, e il manuale di Fisica del Physical Science Study Committee (PSSC), un corso innovativo che si rivolgeva agli studenti liceali (corredato anche di documentari video di supporto all'insegnamento).
La sua realizzazione, sostenuta indirettamente dall'Università della California, si avvalse di un finanziamento diretto erogato alla Educational Services Incorporated dalla National Science Foundation. Per via di questo finanziamento federale, l'intera edizione 1965 del corso è caduta nel pubblico dominio dopo 5 anni dalla pubblicazione.

## Fortuna
Nonostante l'influenza dispiegata sull'insegnamento universitario della fisica, la serie di volumi ebbe un successo maggiore all'estero rispetto all'ambiente universitario statunitense: questo si deve, forse, ad una più precoce specializzazione e ad una conseguente miglior preparazione matematica degli studenti universitari di altri paesi rispetto a quelli statunitensi. L'adozione come libro di testo può essere stata ostacolata dalla scelta del sistema gaussiano di unità di misura (CGS), che fu convertito nel Sistema Internazionale in edizioni successive del primo e secondo volume.
Il successo all'estero della serie di volumi è testimoniato dalla traduzione in varie lingue diverse dall'inglese: in Italia, il corso di fisica  è stato tradotto da Zanichelli.

## Volumi dell'opera
L'opera si compone di 5 volumi, dedicati ai principi teorici. Il bilanciamento con gli aspetti sperimentali della pratica di laboratorio è affidato a un volume separato. 
- Vol I: Meccanica. Autori: Charles Kittel, Walter Knight, Malvin A. Ruderman; revisore:  J. A. Lewis.
- Vol. II: Elettricità e magnetismo, di Edward Mills Purcell.
- Vol. III: Onde, Frank S. Crawford, Jr.
- Vol. IV: Fisica quantistica, Eyvind H. Wichmann.
- Vol. V: Fisica statistica. Autore: Frederick Reif; revisore: R. A. Sevenich.
- La fisica di Berkeley. Laboratorio, a cura di Alan M. Portis e Hugh D. Young.

### Electricity and Magnetismdi Edward Purcell
Particolarmente noto e apprezzato è il secondo volume, Electricity and Magnetism, scritto da Edward M. Purcell, Premio Nobel per la fisica, con una trattazione contraddistinta da un approccio relativistico all'elettromagnetismo, inconsueto e innovativo per un testo di livello introduttivo. 
Il volume sull'elettromagnetismo era accompagnato anche da un volumetto manoscritto (Solution Manual, 1966), curato dallo stesso Purcell, contenente le soluzioni ai problemi proposti nel manuale.
Il testo originale del manuale, entrato nel pubblico dominio, ha conosciuto anche edizioni commerciali, come volume singolo, in forma riveduta da David Morin. Nella seconda di queste edizioni, tra l'altro, fu realizzata la conversione dalle unità di misura gaussiane al Sistema Internazionale, divenuto nel frattempo più diffuso. Una terza edizione ne è stata data nel 2013 (Cambridge University Press, ISBN 978-110-701402-2).